# Sri Lanka Podujana Peramuna
Sri Lanka Podujana Peramuna (SLPP) is een Sri Lankaanse politieke partij die in 2016 is opgericht.